# 169 Zelia
169 Zelia је астероид главног астероидног појаса са пречником од приближно 33,60 km.
Афел астероида је на удаљености од 2,667 астрономских јединица (АЈ) од Сунца, а перихел на 2,047 АЈ.
Ексцентрицитет орбите износи 0,131, инклинација (нагиб) орбите у односу на раван еклиптике 5,502 степени, а орбитални период износи 1322,221 дана (3,620 године).
Апсолутна магнитуда астероида је 9,56 а геометријски албедо 0,234.
Астероид је откривен 28. септембра 1876. године.